# Bedřich Fischer
Bedřich Fischer (27. června 1916 Plzeň – 20. února 1942 Koncentrační tábor Mauthausen) byl československý Žid a podporovatel obětí nacismu sám zahynuvší v koncentračním táboře.

## Život
Bedřich Fischer se narodil 27. června 1916 v Plzni v rodině obchodníka s textilem Emanuela Fischera a Matyldy rozené Ledererové. V mládí byl členem židovského skautského oddílu, studoval na obchodní akademii v Plzni. Vojenskou prezenční službu absolvoval u dělostřeleckého pluku v Hranicích, poté pracoval v obchodě svého otce jako příručí. V říjnu 1939 se oženil s Gertrudou Schwarzkopfovou. Po německé okupaci v roce 1939 přispíval do finanční sbírky pro rodiny vězněných komunistů, za což byl společně s dalšími zatčen gestapem 26. října 1940. Vězněn byl nejprve v borské věznici, poté v koncentračním táboře Terezín a nakonec v koncentračním táboře Mauthausen. Zde zahynul dne 20. února 1942.

## Rodina
Již po zatčení Bedřicha Fischera se jeho manželce 13. května 1941 narodila dcera Eva. Obě byly v lednu 1942 deportovány do Terezína, válku ale přežily. Eva provdaná Štixová se stala mezi lety 2007 a 2018 předsedkyní plzeňské židovské obce. Jeho otec Emanuel Fischer byl deportován v roce 1942 přes Terezín do Varšavy, kde zahynul.

## Posmrtná ocenění
- Bedřich Fischer má svůj kámen v plzeňské Zahradě vzpomínek.